# Linda Jezek
Linda Louise Jezek, född 10 mars 1960 i Palo Alto i Kalifornien, är en amerikansk före detta simmare.
Jezek blev olympisk silvermedaljör på 4 x 100 meter medley vid sommarspelen 1976 i Montréal.